# Jus soli

Jus soli Sem restrições
Jus soli Com restrições
Jus soli Abolido
Sem jus soli

Jus soli ou ius soli (AFI: [juːs ˈsɔ.liː], em latim clássico) é uma expressão latina que significa "direito de solo" e indica um princípio pelo qual uma nacionalidade pode ser atribuída a um indivíduo de acordo com seu lugar de nascimento. O jus soli contrapõe-se ao jus sanguinis que determina o "direito de sangue".
O jus soli foi forjado principalmente visando ao povoamento de países do Novo Mundo, como Brasil, Estados Unidos, Canadá, Argentina, Uruguai entre outros, que receberam o grande fluxo das grandes emigrações europeias dos séculos XVI, XVII, XVIII e XIX e primeira metade do XX.
Ainda hoje, a maioria dos países americanos adota o jus soli, embora tenha havido crescentes movimentos na direção de limitar certas ações nascidas da imigração ilegal, principalmente nos EUA e Canadá.
Brasil e Portugal são exemplos perfeitos de seus respectivos continentes em matéria de nacionalidade. O Brasil adota claramente o princípio do jus soli, enquanto Portugal (após a perda das províncias do ultramar, conforme a Lei n.º 37/81, de 3 de outubro de 1981) passou de aplicar o jus soli a aplicar o jus sanguinis (com algumas exceções no caso de cidadãos das ex-colônias, caso similar aos de Bélgica, Dinamarca, França, Itália, Países Baixos e Reino Unido, enquanto a Alemanha, Hungria, Polônia e Rússia aplicam o jus sanguinis mesmo com cidadãos nascidos fora dos territórios nacionais e seus descendentes diretos sem limite de tempo) sendo que no resto da Europa impera o jus sanguinis 'stricto sensu' incluindo nacionais de cada país nascidos fora do território nacional e seus filhos e netos.